# Fernando Martínez de Guereñu
Fernando Martínez de Guereñu, né le 2 avril 1963 à Vitoria-Gasteiz,, est un coureur cycliste espagnol. Professionnel de 1987 à 1995, il a notamment remporté une étape du Tour du Pays basque en 1990. Il termine sa carrière avec des sponsors individuels, en se consacrant au cyclo-cross. 
Son fils Pablo pratique l'heptathlon. 

## Palmarès
- 1985
  - 2e de la Subida a Gorla
- 1990
  - 4e étape du Tour du Pays basque
  - 3e étape du Tour de Cantabrie
  - 3e du Tour de Cantabrie

## Résultats sur les grands tours

### Tour d'Espagne
4 participations 
- 1989 : 29e
- 1990 : 52e
- 1991 : 20e
- 1992 : abandon (14e étape)